# Фокин, Александр Васильевич
Александр Васильевич Фокин (13 (26) августа 1912 — 4 июля 1998 года) — советский химик-органик, доктор химических наук, профессор, академик АН СССР. Лауреат Ленинской (1974) и Государственной премии СССР (1986). Изучил способы получения различных органических соединений, а также фосфор- и серосодержащих экстрагентов, используемых для извлечения и разделения трансурановых элементов и сорбентов, используемых для извлечения и очистки цветных металлов. Один из авторов метода концентрирования и безопасного хранения осколочных радиоактивных изотопов и метода селективного фторирования азотсодержащих органических соединений.

## Биография
Родился 13(26) августа 1912 года в городе Кизыл-Арват Асхабадского уезда Закаспийской области.
Среднее образование получил в Ташкенте. после чего поступил в физико-математический факультет Среднеазиатского университета (химическое отделение). В 1932 году на третьем курсе университета перевёлся в Московский химико-технологический институт, откуда был почти сразу призван на службу в Красную Армию. После этого учился в Военной академии химической защиты (ВАХЗ), которую к 1935 году окончил. По окончании института устроился на работу в Научно-исследовательский физико-химический институт имени Л. Я. Карпова на должность инженера.
В 1939 году поступил в адъюнктуру ВАХЗ, однако когда началась ВОВ ему пришлось прервать научно-исследовательскую работу. В 1942 году стал старшим офицером Главного военно-химического управления РККА. В 1945 году Александр Васильевич был направлен на второй Украинский фронт в составе Союзной контрольной комиссии в Венгрии, где в течение двух лет исследовал венгерскую и австрийскую химическую промышленность. В 1947 году он вернулся в Москву и продолжил обучение в адъюнктуре. С 1952 по 1955 годы был прикомандирован к первому Главному управлению СМ СССР.
В 1955 году снова ушёл в Военную академию химической защиты, где в 1958 году получил учёную степень доктора химических наук, в 1959 года стал профессором, а в 1960—1973 годах был начальником кафедры ракетного топлива. Генерал-майор-инженер (1963). В 1968 году был избран членом-корреспондентом АН СССР, а в 1974 году — академиком. С 1971 по 1985 годы был заместителем главного учёного секретаря Президиума АН. В 1974—1980 работал заведующим лабораторией в Институте физической химии АН, в 1980—1988 — директором Института элементоорганических соединений АН, а с 1988 — его почётным директором. С 1981 по 1988 годы был Президентом Всесоюзного химического общества им. Д. И. Менделеева.
Умер 4 июля 1998 года в Москве. Похоронен на Кунцевском кладбище.

## Научая деятельность
Научная деятельность Александра Васильевича охватывает большую область органической химии. Изучал способы получения в промышленных масштабах этиленоксида, пропиленоксида, фторолефинов и других соединений. Синтезировал фосфор- и серосодержащие экстрагенты и сорбенты, используемые для извлечения, разделения и очистки трансурановых элементов и цветных металлов. Занимался изучением ассимиляции и утилизации сернистых соединений, созданием различных присадок к маслам и смазкам, которые бы улучшали их трибологические характеристики. Также синтезировал биологически активные вещества, например, повышающие устойчивость организма к химическим загрязнениям и уменьшающие побочные действия множества лекарственных препаратов. Является одним из авторов метода концентрирования и безопасного хранения осколочных радиоактивных изотопов и метода селективного фторирования азотсодержащих органических соединений. На основе трибутилтритиофосфата синтезировал эффективные формы дефолиантов.
Автор более 250 научных работ и 150 изобретений.

## Награды
Александр Васильевич Фокин награждён рядом орденом, премий и медалей, среди которых:
- Орден Красной Звезды (1951)
- Орден Красного Знамени (1956)
- Орден Трудового Красного Знамени (1972)
- Ленинская премия (1974)
- Орден Октябрьской Революции (1975)
- Орден Ленина (1982)
- Орден Отечественной войны I степени (1985)
- Государственная премия СССР (1986)
- Золотая медаль имени Д. И. Менделеева (1989).
- иностранные ордена
  - Орден Венгерской свободы (1947)
  - Орден Возрождения Польши (1972)
- медали.

## Основные труды
- Фокин А. В., Коломиец А. Ф. Химия тииранов. — М.: Наука, 1978. — 344 с.
- Фториды фосфора и фторолефины : (Структура, ядер. магнит. резонанс, механизмы реакций) / А. В. Фокин, М. А. Ландау; Отв. ред. Ю. А. Буслаев; АН СССР, Ин-т элементоорган. соединений им. А. Н. Несмеянова. — М. : Наука, 1989. — 267,[1] с. : ил.; 22 см; ISBN 5-02-001345-5

### Учебные пособия
- Химия мономеров и полимеров : Пособие для слушателей / А. В. Фокин, В. С. Галахов, Д. С. Лаврухин; Воен. Краснознам. акад. хим. защиты. — Москва : [б. и.], 1969.
  - Ч. 1: Теоретические основы получения полимеров. — 1969. — 164 с. : ил.
  - Ч. 2: Синтез и химические свойства мономеров и полимеров. — 1969. — 492 с.

### Научно-популярные
- Фокин А. В., Кнунянц И. Л. Покорение неприступного элемента / (Научно-популярная серия/ Акад. наук СССР). — М.: Изд-во АН СССР, 1963. — 193 с.
- Мир фторуглеродов : (Новые соединения фтора) / Акад. И. Л. Кнунянц, проф. А. В. Фокин. — Москва : Знание, 1968. — 64 с. : ил.; 21 см. — (Новое в жизни, науке, технике. Серия «Химия» 12).
- Фокин А. В., Кнунянц И. Л. Осколочные изотопы. — М.: Знание, 1972. — 45 с.

### Редакторская деятельность
- Институт элементоорганических соединений имени А. Н. Несмеянова : [сборник статей] / АН СССР, Отд-ние общ. и техн. химии; отв. ред. А. В. Фокин. — Москва : Наука, 1984. — 271 с.